# Sun Rui (Eishockeyspielerin)
Sun Rui (chinesisch 孫銳 / 孙锐, Pinyin Sūn Ruì; * 14. Mai 1982 in Harbin) ist eine ehemalige chinesische Eishockeyspielerin und -trainerin, die im Verlauf ihrer aktiven Karriere zwischen 1998 und 2015 unter anderem an zwölf Weltmeisterschaften und zwei Olympischen Winterspielen teilnahm. Dabei absolvierte sie mindestens 81 Partien bei größeren Turnieren oder Wettbewerben, in denen sie über 100 Scorerpunkte sammelte, womit sie zu den erfolgreichsten chinesischen Eishockeyspielerinnen aller Zeiten gehört.

## Karriere
Sun Rui, die mit fünfeinhalb Jahren zum Eishockey kam und für das Team aus ihrer Geburtsstadt Harbin spielte, nahm mit der Weltmeisterschaft 1999 erstmals im Alter von 16 Jahren mit der chinesischen Nationalmannschaft an einem großen Turnier teil. Es folgten weitere Einsätze in den Jahren 2000 und 2001, gefolgt von der Teilnahme an den Olympischen Winterspielen 2002 in Salt Lake City. In den Jahren zwischen 2004 und 2009 vertrat Sun Rui ihr Heimatland ebenfalls bei den Weltmeisterschaften der Top-Division. Ebenso nahm sie mit der chinesischen Auswahlmannschaft in den Spielzeiten 2005/06 und 2006/07 außer Konkurrenz an der Meisterschaft der finnischen Naisten SM-sarja teil. Von dort wurde sie gemeinsam mit ihrer Teamkollegin Jin Fengling kurzzeitig von den Espoo Blues verpflichtet. In der Saison 2007/08 lief sie – wie ihre Teamkollegin Yu Baiwei – für die Edmonton Chimos in der nordamerikanischen Western Women’s Hockey League auf, um vor der Weltmeisterschaft im eigenen Land weitere Erfahrungen zu sammeln.
Ab 2008 trat Sun Rui nur noch mit dem chinesischen Nationalteam und ihrem heimischen Team aus Harbin in Erscheinung. Nach dem Abstieg aus der Top-Division der WM im Jahr 2009 absolvierte sie bis zu ihrem Rücktritt im Jahr 2015 noch vier Weltmeisterschaftsturniere in der Division I. Darüber hinaus vertrat sie ihr Land bei den Olympischen Winterspielen 2010 in Vancouver und gewann bei den Winter-Asienspielen 2011 die Bronzemedaille. Zudem war sie mit elf Punkten Topscorerin des Turniers.
In der Qualifikation zur Division I der U18-Frauen-Weltmeisterschaften 2014 und 2015 betreute Sun Rui die Landesauswahl zunächst als Assistenztrainerin und später als Cheftrainerin. Zuletzt war sie zwischen 2017 und 2020 Assistenztrainerin der Kunlun Red Star/Shenzhen KRS Vanke Rays aus der Canadian Women’s Hockey League respektive Schenskaja Hockey-Liga.

## Erfolge und Auszeichnungen
- 2011 Bronzemedaille bei den Winter-Asienspielen
- 2011 Topscorerin der Winter-Asienspiele